# Velika nagrada Rafaele 1947
Velika nagrada Rafaele 1947 je bila četrta dirka za Veliko nagrado v sezoni 1947. Odvijala se je 20. marca 1947 na dirkališču Rafaela v Santa Feju.

## Dirka
| Poz | Dirkač          | Moštvo              | Dirkalnik        | Krogi | Čas/Odstop |
| --- | --------------- | ------------------- | ---------------- | ----- | ---------- |
| 1   | Oscar Gálvez    | YPF Cerveza Quilmes | Alfa Romeo 308   | 40    | 53:21.0    |
| 2   | Italo Bizio     | Privatnik           | Alfa Romeo 8C-35 | 40    | + 1:15.0   |
| 3   | Juan Gálvez     | Privatnik           | Alfa Romeo 308   | 39    | +1 krog    |
| 4   | Mario Sessarego | Privatnik           | Chevrolet        | 37    | +3 krogi   |
| 5   | Ernesto Nanni   | Privatnik           | Ford-Chevrolet   | 36    | +4 krogi   |